# Porte Dijonnaise
La porte Dijonnaise est une ancienne porte de la ville française de Châtillon-sur-Seine, en Côte-d'Or en Bourgogne-Franche-Comté.

## Localisation
L’édifice est situé 30 rue du Bourg-à-Mont à Châtillon-sur-Seine dans le département français de la Côte-d'Or.

## Histoire

### Fortifications châtillonnaises
Avec l'autorisation de Gauthier de Bourgogne, évêque de Langres, deux enceintes indépendantes sont construites à partir de 1168 : une autour du quartier de Chaumont au nord de la Seine, l'autre autour du quartier du Bourg au sud. Sur l'île qui les sépare se développe ensuite un quartier intermédiaire qui est à son tour fortifié lors des guerres de Religion à la fin du XVIe siècle. Au siècle suivant des travaux importants sont entrepris pour relier les trois enceintes et les renforcer par des bastions. 
Des vestiges de cette dernière époques subsistent : la porte dijonnaise, un pan de la porte Saint-Antoine, la tour Saint-Christophe ou royale (propriété privée), la tour de Cérilly, transformée en habitation vers 1790, le bastion du Petit-Haut, (inscrit MH le 3/12/1925), une échauguette à proximité de la porte dijonnaise, des vestiges de bastions dans des propriétés de la rue Marmont, un bastion avec échauguette à l'angle du clos Lanson et une tour en fer-à-cheval dans le parc du château Marmont. La porte de Roche, connue par une carte postale du début du siècle, a été détruite lors du bombardement de la ville en 1940.

### Porte dijonnaise
La porte Dijonnaise qui fait partie de cette enceinte fortifiée dont les origines remontent au XIIe siècle donnait accès à la route de Dijon dont le tracé différait de la voie actuelle. Reconstruite au XVIe siècle, elle a survécu au démantèlement des fortifications lors de la Révolution. 
Elle est inscrite monument historique le 21 novembre 1925. Partiellement détruite en juin 1940 durant la Seconde Guerre mondiale elle a été restaurée depuis.

## Architecture et description
La porte se présente comme un arc en plein cintre de pierre de taille et moellons avec couverture de lauzes calcaires et tuiles plates enserré entre des vestiges de murailles